# Козь
Козь — река в России, течёт по территории Удорского района Республики Коми. Правый приток реки Пию.
Длина реки составляет 28 км.
Исток реки находится в болоте Балданюр. Впадает в Пию на высоте 132 м над уровнем моря.

## Данные водного реестра
По данным государственного водного реестра России относится к Двинско-Печорскому бассейновому округу, водохозяйственный участок реки — Мезень от истока до водомерного поста у деревни Малонисогорская. Речной бассейн реки — Мезень.
Код объекта в государственном водном реестре — 03030000112103000043698.